# Gnathostomula maldivarum
Gnathostomula maldivarum är en djurart som tillhör fylumet käkmaskar, och som beskrevs av Gerlach 1958. Gnathostomula maldivarum ingår i släktet Gnathostomula och familjen Gnathostomulidae. Inga underarter finns listade i Catalogue of Life.